# 宮古海峡

←沖縄本島
久米島↓
↑宮古海峡
↑宮古島
画像ファイル（環境により文字がずれることもあります）

宮古海峡（みやこ かいきょう）は、沖縄県の宮古島と沖縄本島（あるいは久米島）との間にあって、東シナ海と太平洋を隔てる日本最大級の海峡である。

## 概要
概ねの距離で、先島諸島与那国島 - 台湾間は100キロメートル程度、韓国と日本の間でも博多 - 釜山は200キロメートル程度、対馬を挟めば60キロメートル程度しか無いのに対し、宮古海峡は次の通り200-260キロメートルの距離がある。
（ただし、鹿児島 - 奄美大島間は360キロメートル程度、奄美大島 - 沖縄本島間も250キロメートル程度ある。）

## 地理
沖縄本島と宮古島本島の間は最短でも喜屋武岬 - 東平安名岬間で約266キロメートルの距離がある。沖縄諸島から宮古諸島の間は、宮古島北東のフデ岩から久米島南のトンバーラー岩が最狭区間となり、約204キロメートルである。沖縄本島と宮古島本島との間で小島・岩礁のない有効水深海域は最も広い場所で、喜屋武岬 - パナリ干瀬間の約265キロメートルである。（地理院地図）
これらの海峡のうち、約48海里（約89キロメートル）が日本の領海と接続水域、残りは公海となるが、領海外の全域は排他的経済水域となる。公海部分が十分に広いため、国際海峡などの問題は生じない。
宮古海峡の定期旅客航路は2018年6月までに全廃され、2020年現在存在しない。よって沖縄本島や日本本土との間の旅客輸送は全て空輸である。貨物便は、宮古島などと沖縄本島、日本本土間に就航している。また、沖縄諸島、先島諸島ともに本島（沖縄島、宮古島、石垣島）からの離島が多く、沖縄本島から見た二次離島も存在する。

## 地政学

### 海峡とその上空の中国軍通過問題
中華人民共和国による太平洋への進出や、それに対する牽制で重要なチョークポイントの一つである。いわゆる第一列島線を構成する島々の間では最も距離が長い。
しばしば中国海軍の艦艇が海峡内の排他的経済水域を通過したり、その上空を中国人民解放軍機が飛行したりしている。これに対して日本は、海上自衛隊の艦艇が監視したり、航空自衛隊の戦闘機が緊急発進（スクランブル）したりして対応しており、日本の安全保障上の懸念材料になっている。
日本の防衛省によると、宮古海峡上空を中国軍機が初めて通過したのは2013年7月。その後の通過件数は、2013年度は10件、2014年度は14件、2015年度は10件、2016年度は18件。2017年度は4月から12月だけで過去最多の32件に上ったと発表した。
2016年12月25日、中国初の空母「遼寧」を中心とした艦隊が同日午前10時頃、宮古海峡を通過した。空母とともに航行したフリゲート艦から哨戒ヘリコプターが発艦し、宮古島上空の領空まで約10キロメートルの地点まで接近し、航空自衛隊の航空機が緊急発進した。
沖縄本島以西の国防の空白解消に向け、防衛省は宮古島への陸上自衛隊警備部隊と地対空・地対艦ミサイルの配備に向け、拠点となる駐屯地の建設を開始した。